# 902-es busz (Pécs)
A pécsi 902-es jelzésű autóbusz egy éjszakai autóbuszvonal volt, a járatok az Árkád - Budai állomás - Fehérhegy - Budai állomás - Autóbusz-állomás útvonalon közlekedtek. Útvonala odafele az Árkád és Fehérhegy között azonos volt a 2-es járat útvonalával, visszafele pedig a 21-es járat útvonalával.

## Története
1999-től Belváros-Fehérhegy jelzéssel a jelenlegi útvonalon, közlekedve elindult a járat, mely 2003-tól ÉJ 2 jelzéssel, majd 902-es jelzéssel közlekedett.
2013. június 17-től a járat Uránvárosig közlekedik a nappali 2-es járat vonalán, 2-es jelzéssel, a napi egy helyett 8 pár járattal.

## Útvonala
A járatok útvonala:
| Árkád - Fehérhegy - Autóbusz-állomás:                                                          |
| ---------------------------------------------------------------------------------------------- |
| - Rákóczi út - Zsolnay Vilmos út - Komlói út - Zsolnay Vilmos út - Alsómalom utca - Siklósi út |

## Hasznos linkek
- Az PK Zrt. hivatalos oldala
- Menetrend
- Megnézheti, hol tartanak a 902-es buszok